# サモンナイト
『サモンナイト』（Summon Night）は、2000年1月6日にバンプレスト（後のバンダイナムコエンターテインメント）から発売されたPlayStation用シミュレーションRPG。

## 概要
サモンナイトシリーズの第1弾。全19話構成。
2002年12月5日よりPS one Booksで廉価版が発売されている。また2008年4月24日にニンテンドーDSでリメイク版が発売された。DS版の予約特典はGONZO製作のアニメなどが収録されている「サモンナイト MagicalDisc」。PlayStation版のCMは、この作品のみ実写版とアニメ版の2通りのCMが作られている。実写版のCMは主人公4人のうち2人だけ登場している。

## ゲームシステム
一話ごとの内容は基本的に「アドベンチャーパート」「バトルパート」「夜会話」といった3つのパートに分かれている。

### アドベンチャーパート
アドベンチャーパートでは、マップ画面から行ける場所を選択し、そこからキャラクターと会話したり（主人公以外はフルボイス）、買い物をしたり、フリーバトルを行える。特定の場所を選択するとシナリオが進むイベントが発生する。

### バトルパート
バトルパートでは最大8人のキャラクターを選び、ユニットを駒のように動かして勝利条件へと導く。

### 夜会話
一話分のシナリオが終了すると、夜会話へと進む（夜会話が無い話もある）。ここでは仲間キャラクターの中から1人を選んでそのキャラとの親交を深めていく。アドベンチャーパートでは知ることの出来ないキャラクターの意外な一面を発見できることがある。

### ニンテンドーDS版の追加要素
容量の都合上キャラクターボイスやオープニングムービーがカットされており、キャラクターのイラストやエンディングなどはほぼPS版のものを流用している。エンディングテーマもボーカルが無いものになっている。
パーティ能力、ブレイブクリア
『サモンナイト3』『サモンナイト4』に実装されたシステム。規定のレベル以下で、かつ特定の条件を満たすとパーティポイントやパーティ能力が入手できる。
このパーティポイントを超えない範囲で、パーティ能力をセットできる。パーティポイントの最大値は味方全員（ユニット召喚獣を除く）のレベルの合計＋ブレイブクリアの報酬。
召喚コミュニケーション
DS版で新規に実装されるシステム。「サモナイトペン」という消費アイテムが必要。タッチペンで召喚獣に合ったコミュニケーションを取り、2回成功するとその召喚獣を「お気に入り」に登録できるようになる。お気に入り登録時は魔法の消費MPが下がったり、魔法の使用に必要なランクが下がったり、お気に入り専用の魔法が使えるようになる。これが行えるようになるのは3話から。
会話シーンでのバックログ、スキップ
バックログは、ナンバリングシリーズに搭載されたのは初となる（『サモンナイト クラフトソード物語』などには既に搭載されていた）。
PS版では特定のコマンドを入力しないと行えなかった会話シーンのスキップが標準の状態で可能となっている。
戦闘での中断セーブ
プレイヤーのターンの間は、何度でもセーブが可能になった（データは1つのみ）。こちらもナンバリングシリーズに搭載されたのは初。
クリアデータの引継ぎ
次周に引き継げるのはパーティ能力と召喚辞典のみ。1周目をクリアした時はパーティ能力に「勇者の伝記」と「金儲けの秘訣」が追加され、周回を増すごとに最大2倍まで効果が大きくなる。
その他の仕様変更
キャラクターのステータスは『サモンナイト2』以降のシステムに準拠しており、PS版には存在しなかった武器の「杖」が追加され、逆にPS版『1』のみに存在した「ブーツ」「ハンマー」「装束」は削除された。また、一部のキャラクターはクラス名やクラスチェンジの回数が変更されている。
使用可能な召喚獣はPS版『2』のものが基準になっている（一部変更・削除あり）ほか、完全新規の召喚獣が2つ追加されている。

## 召喚術
シリーズの特徴として召喚術がある。バトルパートで主人公の特殊能力である「誓約のちから」を用いて、アイテムのサモナイト石とアクセサリを組み合わせて作成する（サモナイト石が消費され、アクセサリは残る）。
PS版では作成後は発動させるまで何の召喚獣か分からないが、DS版では他の作品同様作成直後に召喚獣の詳細を確認可能。また召喚師タイプに特殊能力の「誓約の儀式」が追加されたり、作成した召喚獣が記録される「召喚辞典」が追加された。

## ストーリー
主人公は、名もなき世界の「ニッポン」という場所に暮らす高校2年生。高校生活をそれなりに楽しみながらも、物足りなさと漠然とした将来への不安を感じていた。
下校途中、誰もいない夕暮れの公園で主人公は助けを求める悲痛な声を聞いた。その瞬間、主人公はまばゆい光に包まれ意識を失ってしまう。
主人公が意識を取り戻すと、そこは今までいた公園ではなく、全く見覚えのない場所だった。地面に描かれた奇妙な図形と、周辺に横たわる数多くの死体。混乱した主人公はその場から逃げ出し、荒野を当てもなくさまよっているうちにとある街にたどり着いた…。

## 登場キャラクター

### 主人公
下校途中に、「名もなき世界」から異世界「リィンバウム」に召喚されてしまった高校生。その影響で誓約の儀式を必要としない強大な召喚の力を身に着けてしまう。17歳。ハヤトとアヤ、トウヤとナツミはそれぞれ同じ高校に通っている。名称変更可。
後にサプレス以外の4つの世界のエルゴからエルゴの王・誓約者（リンカー）として認められ、初代誓約者がリィンバウムに張った結界の崩壊を食い止めるため、魔王を召喚せんと企むオルドレイクと対峙する。主人公の力の源は、通常ルートとバッドエンドルートとでは異なっている（通常ルートではサプレスのエルゴで、バッドエンドルートでは魔王の力）。
ハヤト / 新堂 勇人（しんどう はやと）
声 - 森川智之（SN2） / 下野紘（DS版予約特典アニメのみ）
男性主人公の1人。高校ではバスケットボール部所属（DS版ではバスケットボール部の部長）。
どんな時にも前向きで「悩むくらいならまず行動」というタイプ。
トウヤ / 深崎 籐矢（ふかざき とうや）
声 - 檜山修之（SN2）
男性主人公の1人。高校では剣道部所属（DS版では生徒会副委員長）。彼の攻撃タイプが横斬りなのは「胴打ちが得意だから」とのこと。
物事を現実的に見つめ、運命には逆らえないと考えているが、そうと割り切るには未成熟。
ナツミ / 橋本 夏美（はしもと なつみ）
声 - 半場友恵（SN2）
女性主人公の1人。高校ではバレーボール部所属。
未来に対して楽天的で、運命がどうだろうと自分は自分のやりたいように生きようと考えている。活発でボーイッシュな性格。
アヤ / 樋口 綾（ひぐち あや）
声 - 白鳥由里（SN2）
女性主人公の1人。高校では生徒会所属（DS版では図書委員会）。
お人好しで他人に対して優しく接するが、実はそれは誰かにすがりたいという本心の裏返しでもある。

### パートナー
ゲーム開始時の会話中の選択肢によって、ゲーム本編に登場するパートナーが決定する。
突然主人公達の前に現れ、主人公が元の世界に帰れる方法を探すためにフラットで暮らすようになる。無色の派閥の召喚師であるオルドレイク・セルボルトの実子。16 - 18歳。派閥による魔王召喚の儀式に直接携わっており、その儀式の失敗で召喚された主人公の監視を父から命じられて主人公達に接触した。しかし次第に主人公達を信頼するようになり、最終的に父に反発した。
ソル・セルボルト
声 - 森川智之
無口でぶっきらぼうではあるが、根は優しい少年。芯が強く、運命は自分から切り開くものだと考えている。恋愛関係に疎い。主人公がハヤトの時はパートナーにできない。
キール・セルボルト
声 - 檜山修之
感情を表に出さない物静かな少年。プライドが高く、自分に素直になれない性格。主人公がトウヤの時はパートナーにできない。
カシス・セルボルト
声 - 半場友恵
明るく元気で人付き合いが上手な少女。一言多いのが玉に瑕。主人公がナツミの時はパートナーにできない。
クラレット・セルボルト
声 - 白鳥由里
自分の事より他人の事を先に思いやる優しい性格の少女。内気だが頑固なところもある。主人公がアヤの時はパートナーにできない。

### フラット
サイジェントの南スラムにある孤児達のチーム。元の世界に帰る術を失ってしまった主人公が身を寄せている場所でもある。
PS版のガゼルのキャラクター説明では何故か「盗賊『フラット』」という説明がされている。
ガゼル
声 - 石塚堅
フラットのサブリーダー。17歳。口は悪いが根は素直で優しい。幼なじみのリプレにはまるで頭が上がらない。孤児達を養うために、同じ孤児院で育ったリプレと共にフラットを結成した。生活の糧を得るために、やむなくスリや窃盗をしているが、主人公がフラットに居ついてからはやっていない。
召喚師をあまり良く思っておらず、最初は召喚術を使えるということで主人公を敵対視していたが、後に良き理解者となる。
リプレ
声 - 田村ゆかり
フラットの家事全般を担っている母性的な少女。はきはきとした性格。17歳。料理と裁縫の腕はプロ級。エプロンと手に持った麺棒、赤い髪のお下げがトレードマーク。激しく怒ることもある。
孤児達からは「リプレママ」と呼ばれ慕われている。
主人公達が戦いで傷つくことを心配しており、「自分も戦いに加わりたい」と思うこともある（サブシナリオで1回だけ戦闘に参加する）。
エドス
声 - 山野井仁
フラットメンバー。23歳。体格が大きく威圧感があるが、思いやりのある性格。品の悪さも芸のうち、といわゆる下品なジョークも解する「話の分かる」男。鍛え上げた肉体を武器に戦う。
フラットの家計を助けるため、石切のアルバイトをしている。何故かいつも上半身裸。
元は北スラムの出身者で、後述のバノッサとは知り合いだった。
レイド
声 - 長谷部浩一
フラットの後見人。24歳。生真面目な性格でガゼルを窘める事も多い。かつてはサイジェント騎士団に所属し、団長候補にまで昇ったこともあるが、何らかの事情によって騎士団を辞めてしまい、現在は剣術道場で剣を教えている。
騎士団を辞めた後も剣の修行は続けており、イリアスによると特に防御の技術が優れているらしい。
アルバ
声 - 橘ひかり
フラットの孤児。9歳。性格は元気でやんちゃ。騎士になることを夢見ており、レイドの剣術道場に通って剣術の稽古をしている。
フィズ
声 - 永井信子
フラットの孤児でラミの実姉。8歳。少々、恋愛に敏感だったり、大人びている所があり、年上である主人公やガゼル達に容赦ない発言をしてくることがある。
ラミ
声 - 伊藤栄味子
フラットの孤児でフィズの実妹。6歳。姉とは違い寡黙でおとなしい。よく屋根裏部屋で空を見ていることがある。いつも抱いているぬいぐるみはリプレから譲ってもらったもの。

### オプテュス
サイジェントの北スラムを根城としている不良少年チーム。フラットとは逆に人を傷付ける事もためらわないならず者がほとんどで、フラットとは対立関係にある。
バノッサ
声 - 酒井哲也
オプテュスのリーダー。23歳。性格は残忍かつ好戦的。二刀流の使い手でその腕はかなりのものであり、実力で荒くれ者ぞろいのオプテュスを束ねている。
基本的に義兄弟のカノン以外の人間を信頼していない。昔はエドスと同じ職場で働いていたこともあるらしい。
自分と母を捨てた父を憎んでいる。また父が召喚師だったらしく、そのため召喚術に対する執着は相当のもの。期せずして強大な力を得てしまった主人公に激しい敵対心を抱くのもその部分が原因である。
オルドレイクに唆され、終盤で彼による魔王召喚の依り代にされてしまう。
カノン
声 - 瀧本富士子
オプテュスのナンバー2。17歳。バノッサとは義兄弟。
少女を思わせる整った顔立ちと温和な性格の少年。戦いを好まず、特に相手を一方的にいたぶるようなやり口を嫌っている。だが自分を拾い上げ、必要としてくれたバノッサを信頼し、彼の側こそ自分の居場所という考えを持つため、バノッサの命令であれば、間違ったことをしていると分かっていても黙って付き従う。
はぐれ召喚獣となったシルターンの鬼神と人間の女性との間に生まれ（『サモンナイト4』における「響界種（アロザイド）」）、そのために母親に捨てられてしまった。鬼神の血を引いているため、見掛けとは裏腹にかなりの膂力の持ち主。また鬼神の血が目覚めると、狂える鬼と化して尋常ではない力を発揮する。だが体は人間そのものなので、覚醒時は体にかなりの負担をかけてしまう。

### 金の派閥
サイジェントに赴任している金の派閥の召喚師、マーン家の三兄弟。領主との契約により施政に介入しており、街の工業化とその発展に多大な功績と領主の信任がある一方で、公害の発生やその強圧的な姿勢のため、市民や一部騎士達の反発も買っている。
イムラン・マーン
声 - 上田祐司
三兄弟の長男で、サイジェントの顧問召喚師。29歳。サプレスの悪魔使いとして知られている。
非常に神経質で、名医もさじを投げてしまったという胃痛の持ち主。
名前は井村屋、口癖の「憎い！」は肉まんが元ネタ。
キムラン・マーン
声 - 細井治
三兄弟の次男で、サイジェントの警備隊長。27歳。
強面で言動も粗暴だが、サーカスを楽しみにしていたり、ガーデニングが趣味だというかわいい一面もある。
名前は木村屋、口癖の「あぁん？」はあんまんが元ネタ。
カムラン・マーン
声 - 江原之博
三兄弟の三男で、サイジェントの織物工場の監督官を務めている。23歳。
華麗な装いを好むナルシスト。サーカス団から、モナティ（後述）をペットとして買い取ろうとした。
名前は中村屋、口癖の「華麗なる - 」はカレーまんが元ネタ。

### アキュート
ラムダが率いる革命組織。召喚師による圧政を打ち砕くことを目的に活動しており、そのためなら武力行使も辞さない過激な一面がある。
ラムダ
声 - 梁田清之
アキュートのリーダーを務める隻眼の剣士（どちらの目を負傷したのかは不明）。27歳。無口だが苛烈な性格の持ち主で、必要とあれば犠牲が出る事もいとわない。
元々はサイジェント騎士団の団長でレイドの上司だったが、ある事件がきっかけで騎士団を辞めさせられ、アキュートを結成する。防御が得意なレイドに対し、「断頭台」と呼ばれるほどの凄まじい攻撃力を持つ。
後年にはセシルと結婚する。
セシル
声 - 芳野美樹
アキュートメンバー。ストラ（気功のようなもの）を専門としている女医。自他に厳しい凛とした大人の女性。21歳。
ケガの手当てをした事がきっかけでラムダと知り合い、何度も会う内に彼に惹かれるようになり、ケガに無頓着な彼の面倒を見るためアキュートに加わる。
設定資料集「サモンナイトコレクション」によるとラムダと結婚する予定であるらしい。
PS版では武器の「ブーツ」を唯一装備できるキャラクターである（DS版では武具に変更されている）。
後年にはラムダと結婚する。
ペルゴ
声 - 上別府仁資
アキュートメンバーである槍使い。24歳。落ち着いた性格でラムダの参謀役。また、かなりのグルメという一面をもち、アキュートの拠点である酒場「告発の剣」亭を切り盛りしている。
かつては騎士団でラムダの副官を務めていたが、ラムダが騎士団を去る際、彼について野に下る。
「グルメ」という単語はリィンバウムに存在せず、進行ルートによっては主人公からこの言葉を聞いて気に入ったペルゴが「グルメのペルゴ」を自称するようになる。
スタウト
声 - 河合義雄
アキュートメンバー。29歳。「騙しのスタウト」とあだ名された元暗殺者。普段は飄々とした態度で酒とタバコを好み、下ネタギャグを連発するが、いざ戦いとなると元暗殺者の名に恥じない戦闘力を見せ、仲間をサポートする。
暗殺者の組織からの脱走の際ラムダに助けられ、その恩を返す為に共に行動する。アキュートに最後に加入したのは彼である。

### 蒼の派閥
学究的な召喚師の派閥。何者かに奪われた「魅魔の宝玉」の行方を追ってサイジェントにやって来た。
ギブソン・ジラール
声 - 杉田智和
蒼の派閥に所属する霊界召喚師。26歳。甘党。真面目な性格だがそれゆえ頑固な面もある。
ミモザ・ロランジュ
声 - 天野由梨
蒼の派閥に所属する幻獣界召喚師で、ギブソンとは同じ師範の元で学んだ兄弟弟子。25歳。辛いものが好物。家事全般が苦手。
グラムス・バーネット
声 - 河合義雄
蒼の派閥議長。42歳。ギブソンとミモザの師範にあたる思慮深い人物。

### その他キャラクター
ジンガ
声 - 上田祐司
拳闘の修行で大陸を旅している少年。サイジェントに来る前は聖都ゼラムにいた。明朗快活な性格で、考えるより先に身体を動かすタイプ。
賭け試合でオプテュスともめごとを起こしてしまい、以来フラットに居ついてしまった。後にエドスとともに石切り場の手伝いをするようになる。
セシルと同じくストラの使い手でもある。15歳。
スウォン
声 - ならはしみき
サイジェント近郊の森で狩人をしている少年。性格は優しく穏やかだが、一度決めると引こうとしない頑固な一面がある。
ある事件の解決を主人公達に手伝ってもらったのが縁でフラットに出入りするようになる。15歳。
ハルモニウスという、ハーモニカに似た楽器の名手でもある。ちなみに彼のハルモニウスは彼が初めて獲物を狩ったときに父親からもらったもので、彼の宝物。
ローカス
声 - 鳥海浩輔
サイジェント近辺の街道を根城とする義賊団「蟻の牙」の頭目。22歳。
口数が少なくぶっきらぼうなため誤解されやすいが、通すべき筋は通す義侠心ある人物である。
アキュートが起こした暴動に参加するが「蟻の牙」は壊滅状態となり、主人公達に助けられた。
モナティ
声 - 倉田雅世
サーカス団で働いていた、メイトルパ出身のレビット族の少女。健気でひたむきな性格で人の役に立つことが好きだが、人一倍ドジなため報われない。
ガウムと共に召喚されたが、二人を召喚した人物が死んでしまいはぐれとなり、サーカス団の団長（声 - 山野井仁）に拾われた。
カムランのペットとして売り飛ばされそうになったところを主人公達に救われた。そのため主人公の事を「マスター」と呼び、全幅の信頼を寄せている。
ガウム
声 - 白鳥由里
モナティの相棒で、メイトルパ出身のディングという種族。体長は40センチ程度。グミのように柔らかい身体を持っている。
アカネ
声 - 天神有海
「薬処・あかなべ」の（自称）かわいい店員さん。18歳。鬼妖界シルターンから召喚されたくのいちで、忍術の師匠であるシオンを助けようとしておまけで召喚されたという。
シオン
声 - 井上和彦
「薬処・あかなべ」の店長。32歳。一見、温和な雰囲気を漂わせる男性だが、笑顔のまま怒る時は相当怖い。その正体はシルターンのシノビで、召喚された後は「自分が認めた主にしか忠誠を誓わない」というシノビの掟から、アカネと共に召喚師の下を去った。
エルカ
声 - 小林由美子
メイトルパ出身のメトラル族の少女。族長の娘として育てられたせいか、とても気位が高い。
自分を呼び出した召喚師の元から逃げ出し、はぐれ召喚獣となった。元の世界に帰ることを願っており、その方法を探すため主人公達と暮らすことになる。
イリアス
声 - 片桐健太
サイジェントの若き騎士団長。22歳。レイドとラムダの後輩にあたり、今も彼らの事を尊敬している。ラムダ曰く、剣による突きの速さは彼にも真似が出来ないほど。
生真面目な性格で職務を忠実に果たそうとする一方で、今のサイジェントの街の状態に疑問を抱いている。
サイサリス
声 - 瀧本富士子
イリアスの副官を務める騎士見習いの少女。15歳。元騎士団長を祖父に持つ。
年に似合わぬ落ち着きと見識を持ち、世渡り下手のイリアスをサポートする。寡黙で感情を表に出す事も少ないが、可愛いもの好きという年頃の少女らしい一面も持つ。
カザミネ
声 - 細井治
シルターン出身の流浪の侍。30歳。「剣竜の峰」で剣竜に挑戦するため修行をしている。
オルドレイク・セルボルト
声 - 徳丸完
無色の派閥の大幹部。48歳。召喚術による世界刷新を目論んでいる。魔王召喚のよりしろとするために無差別に自分の子供を生ませるなど、目的のためならば手段を選ばない。
DS版では『3』でも使用していた「砂棺の王」の召喚石を所持している（プレイヤーが入手することは出来ない）。
ウィゼル
声 - 水鳥鉄夫
サイジェントに暮らす老人。65歳。武器などの道具の声を聞く能力を持つ。肺を患っている。
カツヤ / 西郷 克也（さいごう かつや）
声 - 武田秀高
主人公と同じ高校の後輩。女性主人公に密かな想いを寄せている。
エミ / 日比野 絵美（ひびの えみ）
声 - 大塚恵美
主人公と同じ高校の後輩で、克也の幼馴染。男性主人公に密かな想いを寄せている。

### エルゴの守護者
カイナ
声 - 橘ひかり
シルターンのエルゴの守護者を務める鬼道の巫女。18歳？（「サモンナイトパーフェクトガイド」より）
「鬼神の谷」で一人きりで暮らしている。
エルジン・ノイラーム
声 - 高橋美佳子
かつて蒼の派閥に所属していた、機界召喚術を研究する召喚師一族・ノイラーム家の末裔。14歳。
父親と機械廃墟遺跡を調査していた時に事故に遭い、エスガルドに救われた。
エスガルド
声 - 梁田清之
機械廃墟遺跡で休眠状態になっていた、機界大戦の決戦兵器として開発された機械兵士。
エルジンと共に遺跡で暮らしており、事故で父を亡くしたエルジンの父親代わりとなっている。

## 主題歌
オープニングテーマ「風の故郷へ 〜For The Last Time〜」
作詞・作曲 - Sing Like Talking藤田千章 / 歌 - 今滝真理子
エンディングテーマ「Need To Say Good-bye 〜Explorer / 冒険者のテーマ〜」
作詞・作曲 - 藤田千章 / 歌 - 今滝真理子

## 小説
- 『サモンナイト 帰るべき場所へ』
  - 著者：都月狩 出版：集英社
    - ゲーム中のシナリオでは明かされなかったストーリーが展開されている。『2』にはミニスが仲間として登場するため、この小説の内容に関する会話やイベントが一部存在する。主人公はハヤト、パートナーはクラレット（ただしクラレット本人はほとんど登場しない）。

### 小説版のあらすじ
ハヤト達がアキュートと和解した後のある日。ガゼルと買い物に出かけていたハヤトは、突如街中に現れたメイトルパの召喚獣・ワイバーンを目撃する。上空から立て続けに街を破壊し続けるワイバーンを止めようとする2人は、ワイバーンの足元で泣き叫んでいる少女を発見する。

### 小説版の登場人物
小説版で初登場する人物のみを紹介している。
ミニス
ワイバーンと何らかの関係を持っている少女。貴族の出身らしく、やや大きい態度をとることがある。
ギブン・ウォーデン
金の派閥の家系であるウォーデン家の三男。
ザガルド
凄腕の暗殺者で、ギブンに雇われている。スタウトとは因縁がある。